# کارل رینگوولد
کارل رینگوولد (انگلیسی: Carl Ringvold; ۳ مارس ۱۸۷۶ – ۲۲ ژانویهٔ ۱۹۶۰) قایقران قایق بادبانی اهل نروژ بود.